# Груздь осиновый
Груздь оси́новый (лат. Lactárius controvérsus) — гриб рода Млечник (Lactarius) семейства Сыроежковые (Russulaceae).

## Описание
- Шляпка ∅ 6—30 см, очень мясистая и плотная, плоско-выпуклая и слегка вдавленная в центре, у молодых грибов с загнутыми вниз слегка пушистыми краями. Затем края расправляются и часто становятся волнистыми. Кожица белая или испещрённая розовыми пятнами, покрыта мелким пушком и в сырую погоду достаточно липкая.
- Пластинки частые, неширокие, иногда раздвоенные, нисходящие по ножке, кремовые или светло-розовые.
- Споровый порошок розоватый, споры 7×5 мкм, почти округлые, складчатые, жилковатые, амилоидные.
- Ножка 3—8 см в высоту, крепкая, невысокая, очень плотная и иногда эксцентрическая, часто сужена у основания, белая или розоватая, в верхней части мучнистая.
- Мякоть беловатая, плотная и ломкая, с лёгким фруктовым запахом и достаточно острым вкусом.
- Млечный сок обильный, белого цвета, не изменяющий окраски на воздухе, едкий.

### Изменчивость
Цвет шляпки белый или с розовыми и сиреневыми зонами, часто концентрическими. Пластинки поначалу беловатые, потом они розовеют и под конец становятся светло-оранжевыми.

## Экологияи распространение
Образует микоризу с ивой, осиной и тополем. Растёт в сырых осинниках, тополёвых лесах, встречается довольно редко, обычно небольшими группами. Распространён в тёплых частях умеренного климатического пояса, в России встречается главным образом в районе Нижнего Поволжья.
Сезон: июль—октябрь.

## Сходные виды
От других светлых млечников отличается розоватыми пластинками, от волнушки белой — слабым опушением на шляпке.

## Синонимы

### Латинские синонимы
- Agaricus controversus Pers., 1801
- Galorrheus controversus (Pers.) P. Kumm., 1871
- Lactifluus controversus (Pers.) Kuntze, 1891

### Русские синонимы
- Груздь тополёвый
- Белянка

## Пищевые качества
Условно-съедобный гриб, используется преимущественно в солёном виде; предварительно вымоченный — жареным или варёным во вторых блюдах.